# Leeds City FC
Leeds City Football Club' a fost un club profesionist de fotbal din Leeds, Anglia fondat în 1904.

## Legături externe
- Leeds Fans Forum
- The complete Leeds City match statistics from wafll.com
- The Leeds City years – Leeds United Fans Site
- The Leeds City Scandal – Leeds United Fans Site
- Article at FootballSite Arhivat în 17 octombrie 2017, la Wayback Machine.
- Leeds City at Football Club History Database
- West Yorkshire Association Football League Arhivat în 13 august 2006, la Wayback Machine.
- Official Leeds City Website Arhivat în 25 ianuarie 2010, la Wayback Machine.